# 茨沃爾弗山 (阿爾高阿爾卑斯山脈，1,284米)
47°34′00″N 10°36′19″E / 47.566658°N 10.605270°E

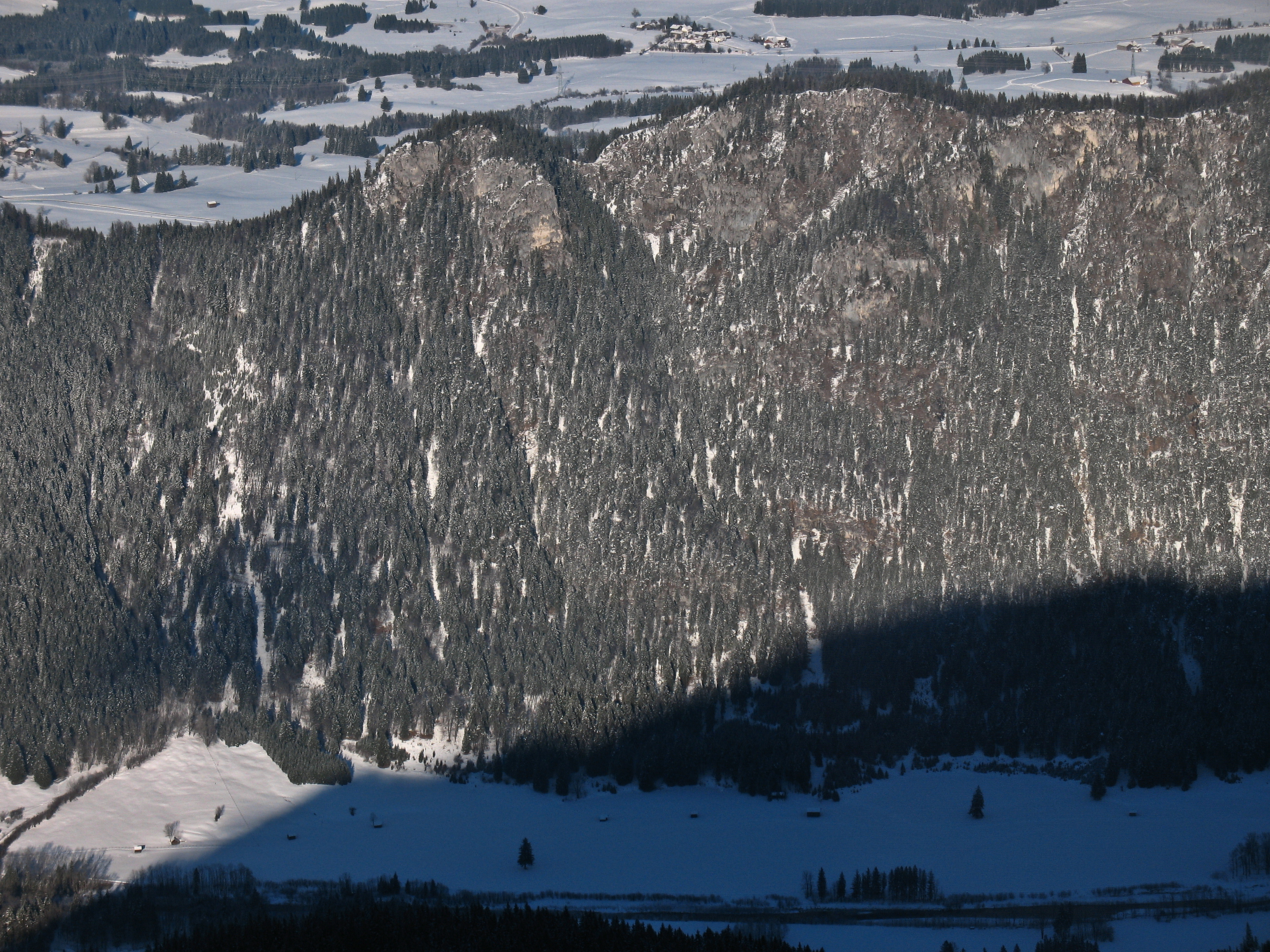

茨沃爾弗山（德語：Zwölferkopf），是奧地利的山峰，位於該國西部，由蒂羅爾州負責管轄，屬於阿爾高阿爾卑斯山脈的一部分，距離薩洛伯山0.5公里，海拔高度1,284米，每年平均降雨量1,758毫米。